# Csillámló amazília
A csillámló amazília (Amazilia fimbriata) a madarak osztályának sarlósfecske-alakúak (Apodiformes) rendjébe és a kolibrifélék (Trochilidae) családjába tartozó faj.

## Rendszerezése
A fajt Johann Friedrich Gmelin német természettudós írta le 1788-ban, a Trochilus nembe Trochilus fimbriatus néven. Besorolása vitatott egyes szervezetek a Hylocharis nembe sorolják Hylocharis fimbriata néven, de a Polyerata nembe is Polyerata fimbriata néven is.

## Előfordulása
Bolívia, Brazília, Kolumbia, Ecuador, Francia Guyana, Guyana, Paraguay, Peru, Suriname és Venezuela területén honos. A természetes élőhelye szubtrópusi vagy trópusi síkvidéki esőerdők, mangroveerdők, száraz erdők, szavnnák és cserjések, valamint ültetvények és vidéki keretk. Állandó, nem vonuló faj.

## Megjelenése
Testhossza 8-12 centiméter, testtömege 3,5–6,2 gramm.
|  |  |

## Életmódja
Nektárral táplálkozik.

## Természetvédelmi helyzete
Az elterjedési területe rendkívül nagy, egyedszáma ismeretlen. A Természetvédelmi Világszövetség Vörös listáján nem veszélyeztetett fajként szerepel.

## Külső hivatkozás
- Képek az interneten a fajról
- Ibc.lynxeds.com - videók a fajról
- Xeno-canto.org - a faj hangja és elterjedési területe